# Kanton Tonnay-Charente
Tonnay-Charente is een kanton van het Franse departement Charente-Maritime. Het kanton maakt deel uit van het arrondissement Rochefort.

## Gemeenten
Het kanton Tonnay-Charente omvat de volgende 8 gemeenten:
- Cabariot
- Genouillé
- Lussant
- Moragne
- Muron
- Saint-Coutant-le-Grand
- Saint-Hippolyte
- Tonnay-Charente (hoofdplaats)

Door de herindeling van de kantons bij decreet van 27 februari 2014, met uitwerking op 22 maart 2015, werden de volgende 7 gemeenten eraan toegevoegd :
- Breuil-Magné
- Échillais
- Loire-les-Marais
- Port-des-Barques
- Saint-Nazaire-sur-Charente
- Soubise
- Vergeroux